# Космос 4
Космос 4 (известен и като „Спутник 14“) е съветски научноизследователски спътник от серията „Космос“. Това е фоторазузнавателна мисия, спътникът е тип "Зенит-2 № 2. Изстрелян е на 26 април 1962 от космодрума Байконур, от пускова установка 17П32-5 (№ 5) на площадка № 1 с ракетата-носител „Восток 8К72К“.

## Апаратура, монтирана на спътника
Спътникът имал апаратура за изследване на първичните космически лъчи и радиационния пояс на Земята за осигуряване на радиационната безопасност при пилотираните полети. Също така на спътника имало телевизионна камера, чрез която било проведено първото телевизионно заснимане от космоса на облачната покривка на Земята, което положило началото на метеорологичните прогнози за времето с използването на космически средства.